# Wikimedista del año
El Wikimedista del año es un premio anual establecido en 2011 por el fundador de Wikipedia Jimbo Wales, tradicionalmente presentado en Wikimanía para resaltar importantes logros dentro del Movimiento Wikimedia. Antes del 2017 el premio era conocido como  Wikipedista del año. 
Los recibidores han incluido a Rauan Kenzhekhanuly, «Demmy», Rémi Mathis, Ihor Kostenko, Emily Temple-Wood, Rosie Stephenson-Goodknight, Felix Nartey, Farkhad Fatkullin y un editor anónimo in pectore.
Además del premio principal, se han conferido siete menciones honoríficas.

## Galardonados
| Año  | Recibidor                   | Recibidor           | Proyecto principal     | Notas |
| ---- | --------------------------- | ------------------- | ---------------------- | --- |
| 2011 |                             | Rauan Kenzhekhanuly | Wikipedia en kazajo    | Kenzhekhanuly fue honorado por reclutar una comunidad estable para mejorar a Wikipedia en kazajo, que pasó en un año de 4 a 200 editores activos, y de 7 mil a 13 mil artículos. Wales fue criticado por compañeros wikipedistas debido a los lazos de Kenzhekhanuly con el gobierno de Kazajistán. |
| 2012 | –                           | «Demmy»             | Wikipedia en yoruba    | Demmy creó un bot para traducir 15 mil artículos cortos en inglés al yoruba, un idioma hablado en Nigeria. |
| 2013 |                             | Rémi Mathis         | Wikipedia en francés   | Recibido por su rol en la controversia en torno al artículo francés «Estación de radio militar de Pierre-sur-Haute». |
| 2014 |                             | Ihor Kostenko       | Wikipedia en ucraniano | Kostenko, un activista Euromaidán, fue un editor de Wikipedia en ucraniano y la promovió activamente en redes sociales. Fue asesinado durante una protesta el 20 de febrero de 2014 y recibió el premio después de la muerte. |
| 2015 | –                           | No revelado         | Wikimedia Commons      | Wales nombró a un editor anónimo de Venezuela in pectore que había sido exiliado por publicar fotografías de protestas contra el gobierno. |
| 2016 |                             | Emily Temple-Wood   | Wikipedia en inglés    | Fueron las primeras galardonadas en conjunto por sus esfuerzos en combatir el acoso en Wikipedia y aumentar su cobertura de mujeres notables. Temple-Wood había creado cerca de 400 artículos y mejorado cientos de más, muchos de los cuales son acerca de mujeres en la ciencia y la salud LGBT y de la mujer. Stephenson-Goodknight había mejorado más de 3000 artículos, cocreado un espacio para darle la bienvenida a nuevos contribuidores del sitio y cofundó proyectos de superación para mujeres, incluyendo «WikiWomen's User Group», «WikiProject Women» y la campaña «Women in Red». |
| 2016 | Rosie Stephenson-Goodknight |                     | Wikipedia en inglés    | Fueron las primeras galardonadas en conjunto por sus esfuerzos en combatir el acoso en Wikipedia y aumentar su cobertura de mujeres notables. Temple-Wood había creado cerca de 400 artículos y mejorado cientos de más, muchos de los cuales son acerca de mujeres en la ciencia y la salud LGBT y de la mujer. Stephenson-Goodknight había mejorado más de 3000 artículos, cocreado un espacio para darle la bienvenida a nuevos contribuidores del sitio y cofundó proyectos de superación para mujeres, incluyendo «WikiWomen's User Group», «WikiProject Women» y la campaña «Women in Red». |
| 2017 |                             | Felix Nartey        | Wikipedia en inglés    | Nartey añade contenido acerca de su país natal, Ghana, y lidera varias iniciativos para promover la importancia de editar Wikipedia. En su dedicatorio, Wales mencionó que Nartey jugó un rol de liderazgo en la organización de la segunda conferencia Wiki Indaba realizada en Acra en 2017, y ha sido crítico en construir comunidades locales en África. |
| 2018 |                             | Farkhad Fatkullin   | Wikipedia en tártaro   | Farkhad se organiza energéticamente entre comunidades de lenguas minoritarias de Rusia, yendo más allá de su tártaro nativo. También es fluido en inglés, un hecho que ha establecido un puente entre aquellas comunidades y el movimiento más amplio después de años de aislamiento. Está dedicado tanto a la misión de Wikipedia como a la diversidad. |
| 2019 |                             | Emna Mizouni        | Wikipedia en árabe     | Enma se unió con otras personas para fundar Carthagina, una organización no gubernamental, en 2013. Empezó a contribuir en los proyectos Wikimedia en 2013 con los Wiki Loves Monuments de ese año. Ha ayudado a organizar varias conferencias importantes de Wikimedia, incluyendo la primera conferencia WikiArabia, y copresidir el programa de comité de Wikimanía 2018. También se unió al Comité de afiliaciones en 2016 y se convirtió en la vicepresidenta en 2018. |
| 2020 |                             | Sandister Tei       | Wikipedia en inglés    | Por su activa contribución en artículos de Wikipedia relacionados con el impacto del COVID-19 en Ghana. |
| 2021 | sin marco                   | Alaa Najjar         | Wikipedia en árabe     | Najjar fue homenajeado en la conferencia Wikimanía 2021, que se celebró de forma virtual, por su trabajo en Wikipedia en árabe y en proyectos médicos, especialmente el proyecto COVID-19. |
| 2022 |                             | Olga Paredes        | Wikipedia en español   | Olga Paredes Alcoreza es una arquitecta e investigadora. Paredes fue reconocida por su trabajo en pro de la reducción de la brecha de género y de conocimiento en Wikipedia y sus proyectos hermanos. |
| 2023 |                             | Taufik Rosman       | Wikcionario en malayo  | Taufik fue homenajeado en la conferencia Wikimania 2023 en Singapur por sus enormes contribuciones al Wikcionario Malayo y por la ayuda prestada para fomentar una comunidad positiva de editores Wikimedia de Malasia. |
| 2024 |                             | Hannah Clover       | Wikipedia en inglés    | Clover recopiló las historias de más de 200 editores a través de su proyecto «reflexiones del editor». También abogó por nuevos editores y por aquellos que editan en teléfonos inteligentes. |

### Menciones honoríficas
| Año  | Recibidor | Recibidor         | Proyecto principal                           | Notas |
| ---- | --------- | ----------------- | -------------------------------------------- | --- |
| 2015 |           | Susanna Mkrtchyan | Wikipedia en armenio                         | Por actividades fuera del wiki incluyendo campañas de edición y un campamento juvenil. |
| 2015 |           | Satdeep Gill      | Wikipedia en panyabí                         | Los esfuerzos de Gill para alentar a personas de su universidad a editar Wikipedia en panyabí la convirtieron en la Wikipedia en lengua indiana de más rápido crecimiento ese año. |
| 2016 |           | Mardetanha        | Wikipedia en persa                           | Creó la rama en persa de la Biblioteca de Wikipedia. |
| 2016 |           | Vassia Atanassova | Wikipedia en búlgaro                         | Estableció el concurso «#100wikidays», que reta a los editores a crear un artículo en Wikipedia al día por 100 días. |
| 2017 | –         | Diego Gómez       | –                                            | Estudiante colombiano que había sido procesado por violación de derechos de autor después de haber compartido un artículo académico en línea. Más tarde fue absuelto. |
| 2018 |           | Nahid Sultan      | Wikipedia en bengalí                         | Nahid es el poder impulsor del éxito de Wikimedia Bangladesh, un capítulo altamente exitoso que prospera bajo circunstancias difíciles como la legislación que hace que sea casi imposible obtener financiamiento. También sirve a la comunidad global como administrador y miembro de OTRS. También exitosamente co-maneja varias cuentas de redes sociales del Movimiento Wikimedia (como el Facebook de Wikimedia Commons). Nahid vive los ideales de Wikimedia: trabajar para ayudar a su comunidad local a crecer a través del intercambio abierto de conocimientos y ayudar a las personas de todo el mundo a conectarse y aprender unos de otros. |
| 2018 |           | Jess Wade         | Wikipedia en inglés                          | Comenzó un esfuerzo de un año para poner a científicos e ingenieros subrepresentados en Wikipedia |
| 2021 |           | Netha Hussain     | Wikipedia en inglés y Wikipedia en malayalam | Netha es un médico originario de India. Ha realizado contribuciones invaluables al contenido médico de los proyectos de Wikimedia, y ha centrado gran parte de su esfuerzo durante 2020-21 en la cobertura de COVID-19. También inició el Proyecto de seguridad de las vacunas para abordar la información errónea sobre las vacunas COVID-19. |
| 2021 |           | Carmen Alcázar    | Wikipedia en español                         | Alcázar fue reconocida por su trabajo para reducir la brecha de género en Wikipedia en español. |
| 2022 |           | Anna Torres       | Wikipedia en español                         | Por sus esfuerzos para crear una red de apoyo internacional para hacer crecer y desarrollar la capacidad de las comunidades en toda América Latina, así como sus contribuciones a los procesos del movimiento, como la Estrategia del Movimiento Wikimedia 2030. |
| 2023 |           | Anton Protsiuk    | Wikipedia en ucraniano                       | Protsiuk es el coordinador de programas de Wikimedia Ucrania. |
| 2024 |           | Gu Eun-ae         | Wikipedia en coreano                         | Gu es fundadora y directora de Wikimedia Corea. |

## Revelación del año
El premio Revelación del año fue entregado por primera vez en 2021.
| Año  | Imagen | Ganador                             | Proyecto principal   | Motivo | Ref(s) |
| ---- | ------ | ----------------------------------- | -------------------- | --- | ------ |
| 2021 |        | Carma Citrawati                     | WikiPustaka          | | [ 22 ] |
| 2022 |        | Nkem Osuigwe                        |                      | Con una cuenta que comenzó en 2019, la Doctora Nkem Osuigwe ayudó a iniciar una asociación con bibliotecas e instituciones de información africanas en 2020, trabajando con una red profesional existente para generar más de 27.000 ediciones y contando. | [ 21 ] |
| 2023 |        | Eugene Ormandy                      | Wikipedia en japonés | | [ 16 ] |
| 2024 |        | Comunidad wayú (Leonardi Fernández) | Wikipedia en wayuu   | Los Wayú son un grupo indígena de la Península de La Guajira en Colombia y Venezuela. Fernández ayudó a establecer el grupo de usuarios Wayuu wikimedia y la Wikipedia en idioma wayú en 2023.                                                             | [ 17 ] |

## Laureado Wikimedia
El premio Laureado Wikimedia fue entregado por primera vez en 2021.
| Año  | Imagen | Ganador                  | Proyecto principal             | Motivo | Ref    |
| ---- | ------ | ------------------------ | ------------------------------ | --- | ------ |
| 2021 |        | Lodewijk Gelauff         | Wiki Loves Monuments           | Lodewijk es un colaborador prolífico, mentor de muchos wikimedianos y voluntario de muchos grupos y esfuerzos comunitarios. Es uno de los iniciadores de Wiki Loves Monuments, el concurso fotográfico anual de Wikipedia sobre el patrimonio cultural, y ha liderado este proyecto durante una década..        | [ 25 ] |
| 2022 |        | Andrew Lih               |                                | Andrew es un experto en Wikipedia, autor, profesor, activista de GLAM y colaborador de Wikimedia desde hace mucho tiempo de renombre internacional. Su trabajo inspiró a individuos y grupos del movimiento Wikimedia, especialmente en América del Norte y la región ESEAP.                                    | [ 21 ] |
| 2022 |        | Deror Lin                | Wikipedia en hebreo, Wikimania | Deror es un colaborador prolífico que se remonta a la fundación de Wikipedia. Escribió más del 2% de toda Wikipedia en hebreo. Participó en muchos desafíos de 100 wikidays, especialmente para la Wikipedia hebrea, y contribuyó con miles de imágenes. También fue un organizador clave de varias Wikimanías. | [ 21 ] |
| 2023 |        | Siobhan Leachman         | Wikiproyecto Nueva Zelanda     | | [ 16 ] |
| 2024 |        | Martin Rulsch (DerHexer) | Wikipedia en alemán            | DerHexer es el steward con más años de servicio en Wikimedia y ocupa este puesto desde 2007; también es administrador de Wikipedia en inglés, Meta-Wiki y Wikimedia Commons. | [ 17 ] |